# Tublje pri Komnu
Tublje pri Komnu is een plaats in Slovenië en maakt deel uit van de gemeente Sežana in de NUTS-3-regio Obalnokraška. De plaats telde 41 inwoners op 1 januari 2020.